# Fenoughil (distrito)
Fenoughil é um distrito localizado na província de Adrar, no centro-sul da Argélia. Em 2008, sua população era de 29 540 habitantes.

## Comunas
O distrito está dividido em três comunas:
- Fenoughil
- Tamentit
- Tamest